# Колен, Аарон Абрамович
Ааро́н Абра́мович Ко́лен (1893, Коканд, Ферганская область — 1978, Москва) — советский офтальмолог и педагог. Основатель сибирской школы офтальмологов. Первый заведующий кафедры офтальмологии Новосибирского медицинского института (1937—1943 и 1951—1966). Директор Московского НИИ глазных болезней имени Гельмгольца (1944—1951).

## Биография
Родился в 1893 году в Коканде Ферганской области в еврейской семье.
В 1918 году окончил медицинский факультет Казанского университета.
Работал врачом в госпиталях, с 1922 года врач-офтальмолог поликлиники в Гатчине.
С 1924 года ассистент, а с 1928 года — приват-доцент кафедры глазных болезней Государственного института медицинских знаний (ныне Санкт-Петербургская государственная медицинская академия имени И. И. Мечникова).
С 1929 года заведует кафедрой глазных болезней Томского института усовершенствования врачей. В 1931 году переезжает в Новосибирск вместе с ГИДУВом. С 1937 года одновременно заведует кафедрой глазных болезней Новосибирского медицинского института. С 1943 года заместитель директора НГМИ по научной работе.
Аарон Колен принимал активное участие в общественной жизни Новосибирска, неоднократно избирался депутатом городского совета, в 1934—1939 годы был председателем врачебной секции Обкома союза «Медсантруд», в 1960—1970-е годы являлся членом президиума Всесоюзного офтальмологического общества, заместителем Председателя Всероссийского общества офтальмологов.
В 1944 году назначается директором Московского НИИ глазных болезней имени Гельмгольца.
С 1951 по 1966 годы вновь заведует кафедрой глазных болезней Новосибирского медицинского института.
С 1967 года — профессор-консультант Московского НИИ глазных болезней им. Гельмгольца.
Под руководством Колена защищено 34 кандидатских, 4 докторских диссертаций. Он является автором 160 статей, популярной монографии «Руководство по пластической хирургии», многотомного руководства по патологии сетчатки глаза.
Работы Колена посвящены, главным образом, пластическим операциям и лечению боевых травм глаза, а также вопросам лечения трахомы. Предложил новые типы пластических операций, в том числе пластику свободным кожно-слизистым лоскутом, одновременное восстановление век и конъюнктивальной полости.
Доктор медицинских наук (1935), профессор (1935).
В 1962 году за ликвидацию трахомы в Новосибирской области был награждён орденом Трудового Красного знамени.
Заслуженный деятель науки РСФСР (1958). Почётный профессор НГМУ.
Скончался в 1978 году в Москве на 85 году жизни. Похоронен на Головинском кладбище.

## Научные труды
- Руководство по пластической хирургии в области глаза. — Москва, 1950.